# Ранчо-Санта-Маргарита
Ранчо-Санта-Маргарита (англ. Rancho Santa Margarita) — город в округе Ориндж в штате Калифорния в Соединённых Штатах Америки.
Согласно данным переписи населения США 2020 года число жителей города 
составляло 48 119 человек, что, для такого небольшого населённого пункта, чуть больше (+ 0.6%), чем было во время предыдущей переписи проводившейся в 2010 году (47 853 человек).

## История
В доколумбову эпоху на этих землях жили индейцы из племени ачакемен. Деревня коренных американцев находилась между ручьями Трабуко и Тихерас. 

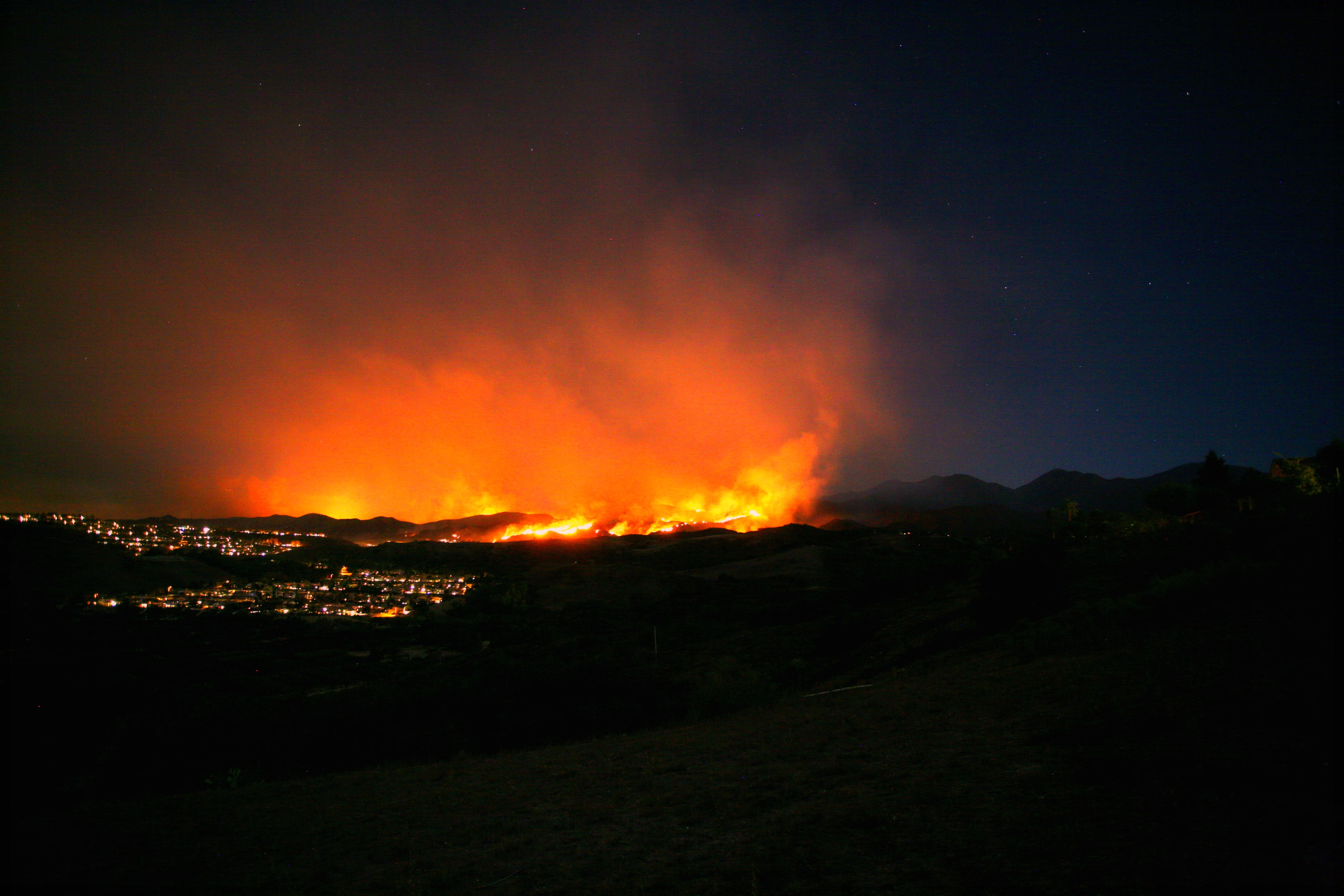
Лесной пожар (2007 год)

В 1810 году недалеко от индейской деревни был построен первый форпост европейцев.
В мае 1988 года Американская военно-промышленная авиастроительная компания Hughes Aircraft создала в городе своё производство, но уже августе 1992 года завод был перенесён в Карлсбад.
До 1 января 2000 года самое длинное название города в Калифорнии было у Роллинг-Хилс-Эстейтс (англ. Rolling Hills Estates), но, после регистрации Ранчо-Санта-Маргарита в реестре штата, последний перехватил первенство.

## География
Город Ранчо-Санта-Маргарита занимает большую часть высокого плато Плано Трабуко (англ. Plano Trabuco).
Согласно данным Бюро переписи населения США, общая площадь города составляет 13,04 квадратных мили (34 км2) из которых 13 квадратных миль (34 км2) это суша, а 0,04 квадратных мили (0,10 км2 или 0,27%) приходится на водную поверхность.
Ранчо Санта-Маргарита граничит с городом Мишен-Вьехо на западе, с переписными пунктами Кото-де-Каса и Лас-Флорес на юге, с неинкорпорированным Каньоном Трабуко на севере и Национальным лесом Кливленда на востоке.